# Köping (by)
 For alternative betydninger, se Köping. (Se også artikler, som begynder med Köping)
Köping er en by som ligger i Västmanland i Västmanlands län i Sverige. Det er Köpings kommuns administrationscenter og i 2010 havde byen 17.743 indbyggere. Köping er beliggende ved vestenden af Mälaren og har Sveriges næststørste indlandshavn (efter Västerås). Den ligger ved jernbanelinjen Mälarbanan og Europavej E18.
Köping fik bystatus 19. januar 1474 af Sten Sture den ældre.

## Erhvervsliv
Köping er en industriby og både Volvo og Sandvik AB har fabrikker i byen; Hästens, der laver eksklusive senge som eksporteres til hele verden ligger i byen.